# Tanongou
Tanongou (oder Tanougou) ist ein Arrondissement im Département Atakora in Benin. Es ist eine Verwaltungseinheit, die der Gerichtsbarkeit der Kommune Tanguiéta untersteht. Gemäß der Volkszählung von 2013 hatte Tanongou 9211 Einwohner, davon waren 4584 männlich und 4627 weiblich.
Im Arrondissement befindet sich der Tanougou-Wasserfall.